# All Out (K/DA)
All Out (stilizzato come ALL OUT) è il primo EP del gruppo musicale virtuale K/DA pubblicato il 6 novembre 2020 dall'etichetta discografica Riot Games e Stone Music.

## Antefatti
Il 2 ottobre 2020 è stato annunciato l'EP di debutto del gruppo musicale, rivelando anche la copertina del progetto e svariate immagini promozionali. Il 9 ottobre è stata resa pubblica anche la tracklist dell'EP. Insieme all'annuncio della nuova musica, sono stati resi disponibili anche diversi accessori per il videogioco League of Legends dal quale proviene il gruppo.

## Promozione
In promozione all'EP sono stati pubblicati due singoli: The Baddest e More, rispettivamente il 27 agosto 2020 e 28 ottobre 2020.

## Tracce
Testi di Rebecca Johnson, Sebastien Najand, Riot Music Team, musiche di Riot Music Team, Najand, Yasuo, Oscar Free, Akali, Seraphine, Aaron Aguilar, Evelynn, Kai'Sa, Ahri.
1. (G)I-dle, Bea Miller, Wolftyla – The Baddest – 2:43
2. Madison Beer, (G)I-dle, Lexie Liu, Jaira Burns, Seraphine – More – 3:37
3. Madison Beer, Kim Petras – Villain – 3:19
4. Aluna, Wolftyla, Bekuh Boom – Drum Go Dum – 3:21
5. Twice, Bekuh Boom, Annika Wells – I'll Show You – 3:19